# Brenes
Brenes è un comune spagnolo di 12 460 abitanti situato nella comunità autonoma dell'Andalusia.

## Geografia fisica
Brenes è situato sulla sponda sinistra del Guadalquivir.